# Thomandersia hensii
Famille
Classification APG II (2003)
Espèce
Statut de conservation UICN

 LC  : Préoccupation mineure
Thomandersia hensii encore appelé Scytanthus laurifolius T.Anderson ou Thomandersia laurifolia Baill. est une plante de la famille des Thomandersiaceae originaire d'Angola, du Cameroun, de la République centrafricaine, du Congo, de la République démocratique du Congo, de la Côte d'Ivoire, de la Guinée équatoriale, du Gabon, du Liberia et du Nigéria. Elle est très répandue dans les forêts terrestres d'Afrique de l'Ouest et du centre, à partir du Liberia jusqu'en Angola

## Description
Bien qu'affecté par le déboisement causé par l'agriculture itinérante, la plante n'est pas considérée comme menacée. Son bois est très dur et utilisé pour la construction des huttes ou des poteaux. 
Au Cameroun et en RDC, les décoctions de ses feuilles amères sont utilisées pour le traitement de la diarrhée et des coliques. Sa sève irritante est utilisée pour le traitement des infections cutanées et même pour les inflammations des oreilles. Quant aux racines, elles servent pour lutter contre les œdèmes et les rhumatismes. 
En RDC, les populations lui prêtent des attributs fétiches. L'arbre est aussi planté devant la chefferie pour éloigner les démons. La sève est également consommée pour exorciser les mauvais esprits et de guérir de la sorcellerie.

## Recherche
Une étude scientifique menée en 2007 au Cameroun a porté sur son potentiel antipaluléen. 